# کاکلی (لامرد)
کاکلی (لامرد)، روستایی از توابع بخش مرکزی شهرستان لامرد در استان فارس ایران است.

## جمعیت
این روستا در دهستان سیگار قرار دارد و بر اساس سرشماری مرکز آمار ایران در سال ۱۳۸۵، جمعیت آن ۲۰۳ نفر (۴۰ خانوار) بوده‌است.
مکان های تاریخی و قدیمی
از مکان های قدیمی این روستا میتوان به محلی به نام ((خرگو)) که در کوه های این روستا دارد اشاره کرد
که مکانی برای کوهنوردی و تفریح گردشگران است.